# Lia Varela
Lia Rocha Varela, mais conhecida apenas Lia Varela (São Luís, 25 de abril de 1936 - 24 de julho de 2010), foi uma professora, alfabetizadora, advogada e política brasileira com base eleitoral no Maranhão.
Lia Varella ficou mais conhecida nacionalmente por ter sido a primeira mulher e também afrodescendente a assumir a prefeitura de uma capital, além de ter sido presidente da Câmara Municipal por três vezes consecutivas.

## Biografia
Lia Varella nasceu em São Luís no dia 25 de abril de 1936, filha de Euzébio Fernandes Varela e Maria José Rocha Varela.
Estudou no Jardim Antônio Lobo, no Colégio São Luís Gonzaga (hoje Colégio Profª. Zuleide Bogéa), em seguida Ginásio Ateneu e na Escola Normal. Estudou e se formou na Faculdade de Direito do Maranhão, atual Universidade Federal do Maranhão (UFMA).
Começou a vida profissional em 1949, aos 15 anos, como docente-alfabetizadora de jovens e adultos, havendo trabalhado como professora do Serviço Nacional de Aprendizagem Industrial (SENAI).
Durante anos 50 e 60, foi escriturária do Ministério da Marinha na Capitania dos Portos (no Centro de São Luís), analista judiciária da Justiça Federal no Maranhão e advogada.

### Política
Em 1966, às instâncias do amigo Henrique de La Rocque Almeida, entrou na política como candidata à deputada estadual, ficando com a suplência.
Em 1970, candidatou-se à vereadora de São Luís e conseguiu-se eleger, assumindo em 1971, e desde então, foi eleita vereadora em 1974 e em 1978.
Em 1975, no mandato como vereadora, foi eleita a primeira (até hoje a única mulher) como Presidenta da Câmara Municipal de São Luís e desde então, foi eleita presidenta em 1978 e em 1982. No comando do Poder Legislativo, foi presidenta da União dos Vereadores do Brasil (UVB).

### Prefeita de São Luís
Em 14 de agosto de 1978, em razão do afastamento do prefeito Ivar Saldanha por problemas de saúde, e na qualidade de presidente da Câmara Municipal, foi chamada a assumir interinamente à Prefeitura de São Luís. 
Em 15 de agosto, Lia Varella assumiu a prefeitura da capital maranhense, tornando-se a primeira prefeita de São Luís desde fundação da cidade em 1612,  e também a primeira mulher afrodescendente a assumir a prefeitura de uma capital brasileira.

O fato repercutiu em todo o Brasil no mesmo dia e os dias seguintes. Segundo registro do prestigiado colunista Ibrahim Sued, na edição de 16 de agosto, do jornal O Globo:
“(…) a cidade de São Luís acabou sendo pioneira: tem, desde ontem, a primeira prefeita de capital do Brasil. A vereadora Lia Varela assumiu o posto (…)”.
Segundo relatos da imprensa da época, Lia Varella exerceu o cargo de prefeita despida de vaidades, afirmando-se como administradora dinâmica e enérgica, com atuação elogiada por políticos governistas, oposicionistas e setores organizados da sociedade civil. Espirituosa e consciente do seu papel, dissera que não assumia “para ficar”, mas para “esperar a hora de sair”.
Na Prefeitura, conseguiu a liberação de merenda do Projeto Mobral para todas as escolas municipais; a construção de uma escola de 1º grau para 400 alunos dos bairros do Coroado, Coroadinho e Redenção, fato destacado pela Revista VEJA (Edição n° 521, 30.08.1978, p.61); o aumento do salário-aula para os professores da rede municipal de ensino, anseio histórico da docência local; o primeiro inventário de todos os bens do patrimônio municipal; o convênio com o INAMPS para melhoria da saúde pública; e o convênio com a Empresa Brasileira de Transportes Urbanos (EBTU), no importe global de CR$ 55 milhões e 900 mil cruzeiros, que possibilitou reparos na Avenida Kennedy, conclusão da Avenida Médici (hoje o nome da avenida existe, mas também é conhecida como Avenida dos Africanos) e a finalização das obras do Anel Viário, com a ligação deste à bairros da capital maranhense.

### Depois de ser Prefeita
Em 15 de setembro de 1978, deixou a Prefeitura de São Luís e voltou ser vereadora (e candidatou-se novamente como vereadora da mesma cidade). Foi nomeado o prefeito Lereno Nunes Neto pelo então governador Oswaldo Nunes Freire.
Lia Varella assumiu novamente a prefeitura no período entre 14 de março e 22 de março de 1979.
Em 1982, candidatou-se novamente à vereadora de São Luís e conseguiu-se eleger, sendo reeleita novamente em 1988 (na época, os mandatos de vereadores foram esticados para 6 anos por força da Emenda Constitucional n° 22/1982).
Em 1992, nas eleições municipais de São Luís, candidatou-se novamente à vereadora de São Luís, mas não conseguiu se eleger e terminou o mandato em 1993.

### Depois de ser Vereadora de São Luís
Depois de 1993, Lia Varella se dedicou em causas sociais em São Luís e no Maranhão.
Foi candidata a vereadora nas eleições de 1996 e 2000 pelo PPB, nas não logrou êxito.
O ineditismo de Lia Varella, por ter sido a primeira a assumir os cargos de Presidenta da Câmara Municipal de capital de um estado, da União dos Vereadores do Brasil (UVB), também simbolizou histórico conquista racial, só reconhecida apenas na década de 90.

### Últimos anos
Em 2004 e 2008, candidatou-se novamente como vereadora para voltar na Câmara Municipal de São Luís, pelo PSDB, mas não conseguiu se eleger.

## Morte
Em junho de 2010, Lia Varella foi internada no Hospital São Domingos, em São Luís, por causa do câncer de mama.
Na manhã do sábado, dia 24 de julho, morreu em decorrência do câncer.

### Velório
Durante o sábado, ela ficou velada no plenário da Câmara Municipal de São Luís, no bairro-centro da Praia Grande, para receber homenagens de políticos, amigos, familiares e admiradores de seu trabalho, onde ficou lotado e o clima era de muita tristeza entre os familiares da ex-vereadora e ex-prefeita. De acordo com informações de familiares, o sepultamento vai acontecer 9 horas da manhã do dia seguinte do domingo, no Cemitério do Gavião, no bairro de Madre Deus. Em seguida, foi velada na Central de Velórios da Pax União.
Inicialmente, ela seria velada no Cemitério da Pax União, às 14 horas, para depois na Câmara Municipal de São Luís, que em seguida ser enterrada no cemitério do Gavião na manhã do dia seguinte (25), mas o roteiro foi modificado.

### Enterro
Na manhã do domingo, dia 25 de julho, às 9 horas, foi enterrada no Cemitério do Gavião, no bairro de Madre Deus.
No mesmo dia, o prefeito de São Luís, João Castelo, decretou luto oficial por três dias (até 28 de julho) em razão da morte da Lia Varella, que também já foi ex-prefeita da cidade.

## Homenagens
Teve biografia incluída no livro Mulheres Negras do Brasil, vencedor do conceituado Prêmio Jabuti de 2008, de autoria de Schuma Schumaher e Érico Vital Brasil, publicado em 2007 pela Editora SENAC Nacional (RJ), páginas 321-322, que a considerou “a primeira afro-descendente a ocupar o posto de prefeita numa capital brasileira”.
A obra Representação Política Negra e Feminina, por sua vez, de autoria da socióloga Elanir de Moraes Ribeiro, do Mestrado em Ciências Sociais da Universidade Estadual do Rio de Janeiro (UERJ), publicada em 2006 pela Fundação da Biblioteca Nacional (ligado ao Ministério da Cultura), páginas 80, 82, 84 e 150, ao fazer histórico acerca da participação da mulher negra na política institucional brasileira, exarou a presença isolada da então vereadora Lia Varella na política maranhense do século XX, mencionando, inclusive, ter sido a primeira mulher negra a assumir uma Prefeitura de Capital no Brasil, em 15 de agosto de 1978.